# ボーイソプラノ
ボーイソプラノまたはボーイ・ソプラノ（米: boy soprano、イギリス英語: treble：トレブル）は、変声期前にソプラノの音域に恵まれた青少年男子の歌手について用いる語である。なお、変声期を過ぎてもソプラノで歌い続いけられる歌手も極めて稀ながら存在する。

## 概要
変声期以前の短い期間の少年の高音は、その独特な音色ゆえに、欧米に限らず世界各地で、宗教音楽や世俗音楽に利用されている。
資料を拾い直してみると、古い時代においては平均的に、現代よりは変声期が遅かった。例えばヨハン・ゼバスティアン・バッハは、16歳半ばまで傑出したボーイソプラノと看做されていた。しかし男子が、それぐらいの年齢で変声期を迎えずにソプラノ音域を歌うということは、今日の先進国ではかなり稀なケースである。というのも先進国では、変声期がより早い年齢で始まる傾向が見られるからである（おそらくその原因は栄養にあり、蛋白質やビタミンの豊富な摂取が可能になったためと見られる）。
キリスト教の教会におけるボーイソプラノやボーイアルトの利用は、キリスト教以前の時代にさかのぼる。ユダヤ教の礼拝においては、聖歌の歌唱に男児が呼び出された。中世からルネサンスを経てバロックに至る声楽ポリフォニーは、歌手がすべて男声と少年であるような男声合唱の歴史において、延々と発展をとげてきたのである。

### ボーイソプラノの育成
すぐれたボーイソプラノ歌手が物珍しいのは、そのような人材をつくり出すには多くの要因を呼び起こすことが必要だからであり、その中でもまず一番に求められるのは、優れた歌唱法の理解に触れることである。ボーイソプラノ歌手は、フレーズを一様に保ってまとめ上げる方法を理解しなければならないが、この技術は覚えるのに時間がかかる。その特訓は非常に早い年齢で、しばしば7歳か8歳で始めることが必要である。博学の合唱指揮者や優れたレパートリー、熱心な親に恵まれ、優秀な合唱団や才能のある歌手に接したことのある少年でさえ、さらに別の課題に取り組まなければならない。身震いするようなプレッシャーに直面したとき、それを乗り越えられるようでなければならないのである。歌手や合唱は、事前の手配どおりに、ちょうどいい時に演奏できるようでなければならないが、もちろん幼い少年ほど大人の音楽家に依存しやすい。たとえ具合を悪くしたり、会場で引きつった声を出したり、練習のしすぎで声を壊したりしたのではないとしても、子供は合唱団や指揮者、友人や家族から受けるプレッシャーに影響されやすいものである。
主にそうした理由から、ボーイソプラノ単独の録音は、たいへん数少ない。才能のある少年を探し出し、録音の契約を結び、そして録音に漕ぎ着けるまでは時間がかかる。男児が胸声を操って高音を出せるのは、普通は5年足らずであり、しかもオーケストラや合唱の集合や、レコーディングのスタッフは、大人にとってすら気遅れの元である。

## 声変わり
思春期における少年の声変わりは、突然の劇的な変化が特徴的で、少女の声変わりと区別される。少年の歌手は、思春期に近づき、そして思春期を経るにつれ、その声質は、急激に少女の声の特徴とは違ったものになってゆく。少女の声が成熟した女性の豊かな声質へと成長してゆくのに対し、少年の声は、喉頭にある喉頭隆起の出方に左右されやすい。この変化の最終的な結果こそが、出せる声域（バス、バリトン、テノール、コントラルト、ソプラニスタないしはカウンターテノール）というわけである。だが、声変わりの時期は、独特の豊かな響きが発達する時期でもある。

## トレブル
トレブルとは、記譜法で高音や最高声域を指すのに伝統的にイギリスにおいて用いられてきた語で、低音域や最低声域を示すベースの反対語である。記譜の際には中央ハ音より上を指し、トレブルの音域を表記するにはト音記号が使われる。とりわけイギリスの聖公会やカトリック教会では、ソプラノ音域を歌う少年歌手、いわゆる「ボーイソプラノ」の意味で使われる。今日では、聖歌隊のソプラノ声部に少女の歌手が参加する機会も増えつつあることから、このような少女のソプラノ歌手を「ガールトレブル」（girl treble）と言い表すようになりつつある。しかしこのような用語法への反対意見も多い。
トレブル（treble）の語源は、「トリプル」に同じく、「3倍」や「三重の」の意味を持つラテン語「トリプルス」（triplus）に由来し、この語は、中世の聖歌隊で最高声域を担当する歌手に使われたのが習慣化し、定着したものである。当時のポリフォニー聖歌では、テノール声部が定旋律であるグレゴリオ聖歌を歌い、対旋律すなわち第2のパートとしてディスカントゥス（今日のアルト声部）がそこに対置され、さらに装飾的なパートとして、今日で言うソプラノ音域が加えられた。つまりトレブルとは、「第3の声部」の意味だったのである。
今日、楽器に対してトレブルを用いるのは、最高音域を出す小型のヴィオラ・ダ・ガンバを指す場合が主である。

## ボーイソプラノの登場する有名な楽曲
- グレゴリオ・アレグリ：《ミゼレーレ》
- バッハ：カンタータ、《マタイ受難曲》
- モーツァルト：《アヴェ・ヴェルム・コルプス》
- メンデルスゾーン：詩篇《聞けぞかしわが祈りを》
- フォーレ、ロイド＝ウェッバー：《レクイエム》より「ピエ・イエズ」
- マーラー：《交響曲 第4番》最終楽章「大いなる天上の歓び」

### ボーイソプラノの登場する有名なオペラ
- モーツァルト：《魔笛》（三人の童子役）
- リヒャルト・ワーグナー：楽劇《ジークフリート》（森の小鳥役）
- ドビュッシー：《ペレアスとメリザンド》（イニョルド役）
- ブリテン：《ねじの回転》（マイルズ役）
- メノッティ：《アマールと夜の訪問者》（アマール役）

## ボーイソプラノの例
- アレッド・ジョーンズ
- ピーター・オーティ
- アンソニー・ウェイ
- マックス・エマニュエル・ツェンチッチ
- コナー・バロウズ
- リーアム・オーケン
- ジャン＝バティスト・モニエ
- ジェミー・ウェストマン（ジェイムズ・ウェストマン）

- キース・リチャーズ（ウェストミンスター寺院聖歌隊に在籍中に、エリザベス2世の戴冠式で独唱したことがある）
- AIKI（元bless4）
- 赤坂晃（光GENJI）

## ボーイソプラノによるユニットの例
- Boys Air Choir
- Libera
- Choir Boys
- ビッグ・マンモス
- ウィーン少年合唱団などの少年合唱団

## ボーイソプラノの登場する映画
- 『野ばら』『ほがらかに鐘は鳴る』などのウィーン少年合唱団を題材にした作品
- オリバー!
- スノーマン
- 太陽の帝国
- 独立少年合唱団
- コーラス
- バッド・エデュケーション
- ボーイ・ソプラノ ただひとつの歌声